# Grynaminna
Grynaminna is een geslacht van kreeftachtigen uit de klasse van de Malacostraca (hogere kreeftachtigen).

## Soort
- Grynaminna tamakii Poore, 2000